# Casa dei Tre Oci
La Casa dei Tre Oci o Casa di Maria è un palazzo di Venezia situato nell'isola della Giudecca. È affacciata sul Canale della Giudecca, all'altezza della fondamenta delle Zitelle.

## Storia
La Casa dei Tre Oci è un edificio del XX secolo legato a numerosi nomi illustri. 
Esso fu concepito tra 1912 e 1913 dal pittore emiliano Mario de Maria, che ne fece la sua nuova dimora veneziana. Volle così commemorare l'amata figlioletta Silvia, scomparsa qualche anno prima: i tre finestroni della facciata rappresentano infatti i tre membri superstiti della famiglia de Maria (lo stesso Mario, la moglie Emilia Voight e il figlio Astolfo), mentre la bifora che li sovrasta simboleggia la piccola defunta.
In questo palazzo, dopo la morte di de Maria, soggiornarono e abitarono personaggi legati al mondo dell'arte, come l'architetto Renzo Piano. 
Nel 1970 Enrico Maria Salerno vi ambientò alcune scene del film Anonimo veneziano. Negli anni '60, gli studiosi Fulbright Wolf Kahn, William T. Bradshaw, Richard Miller e William Eddelman vissero e lavorarono nell'edificio.
Nel 2000 è stata acquistata dalla Fondazione di Venezia, tramite la sua società Polymnia Venezia srl, che, oltre a conservare gli arredi originali e molto materiale fotografico lì custoditi, ha trasformato la Casa in un centro dedicato alla fotografia con mostre di primaria importanza .
Il 23 febbraio 2021, la Polymnia Venezia srl, ha firmato un accordo di vendita dell'immobile con gli americani del Berggruen Institute, fondatori del Berggruen Museum di Berlino (del quale è proprietario, come per altre strutture) e del 21° Century Council for the Future of Europe che hanno intenzione di creare una loro sede veneziana.

## Descrizione
Esempio di architettura neogotica primo-novecentesca, Casa dei Tre Oci è frutto di diverse tendenze architettoniche, da quelle della tradizionale casa-fondaco veneziana a quelle avanguardistiche del XX secolo.
L'edificio è di tre piani, ma è sottolineata l'importanza del piano nobile, con i tre enormi òci (veneto per "occhi"), grandi finestre ogivali con vista sul Canale della Giudecca e sul Bacino di San Marco. Centralmente, al secondo piano, va segnalata la presenza di una bifora incorniciata da decorazioni neogotiche.

## Galleria d'immagini

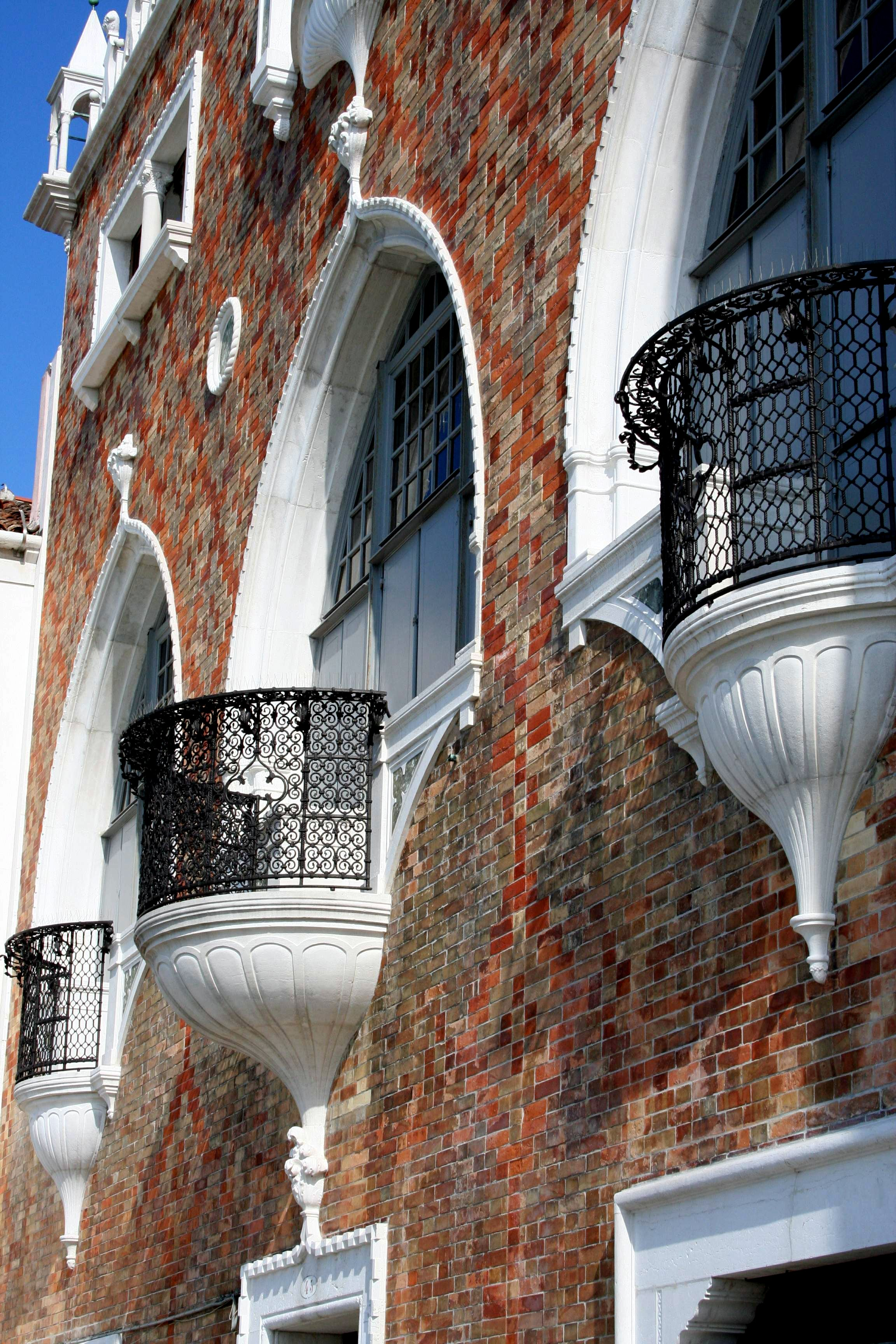
I tre oci
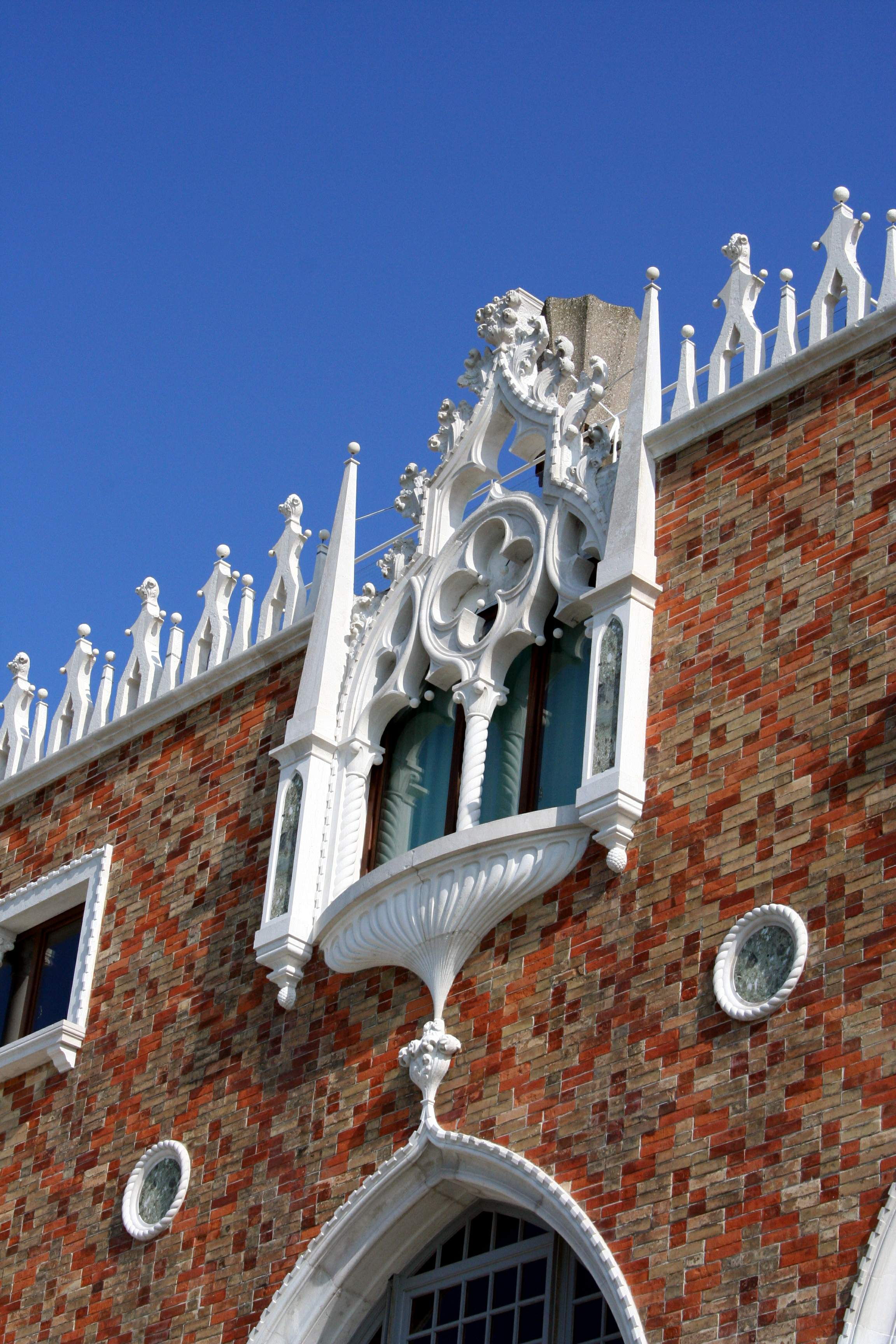
La bifora neogotica del secondo piano
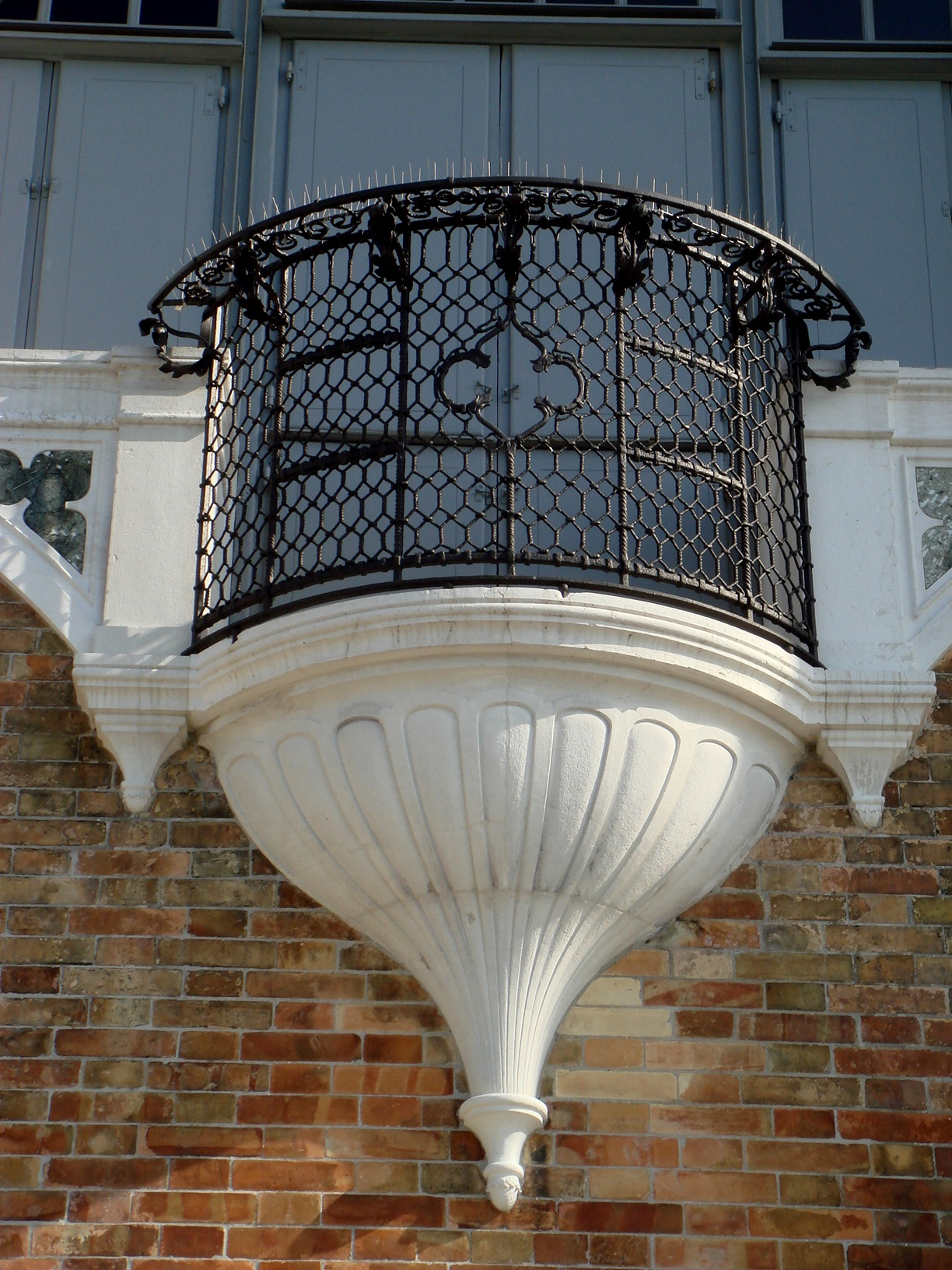
Particolare con uno dei tre terrazzini